# National Independent Soccer Association
La National Independent Soccer Association (NISA) es una liga de fútbol profesional de los Estados Unidos. Está ubicada en el tercer nivel del sistema de ligas de fútbol de los Estados Unidos y su primera temporada comenzó en el 2019.

## Historia
Fue anunciada el 6 de junio de 2017 para comenzar su actividades en el 2018, inicialmente con 8 a 10 equipos. Aunque inesperadamente, el cofundador de la NISA Jack Cummins falleció el 13 de febrero de 2018, y el 17 de mayo otro cofundador, Peter Wilt, dejó la NISA para trabajar en el nuevo club el Forward Madison FC de la USL League One. Fue creado un comité de los clubes de la liga para elegir nuevos líderes para la organización.
El 16 de febrero de 2019, la NISA fue oficialmente nombrada, luego de una sanción, como la cuarta liga por la Federación de Fútbol de los Estados Unidos.  En mayo de 2019 John Prutch fue nombrado nuevo comisionado de la NISA, y además se fijó para agosto de 2019 el comienzo de la temporada inaugural.
El 10 de junio de 2019 se confirmó la participación del Miami FC y el California United Strikers FC. El 27 de junio se confirmó al Oakland Roots SC para la temporada de primavera de la primera edición. El 15 de agosto de 2019, la liga anunció la inclusión del Chattanooga FC y el Detroit City FC para comienzos del 2020.
La temporada inicial 2019-20 comenzó el 31 de agosto de 2019, con el empate 3-3 entre el Oakland Roots SC y el California United Strikers FC en Oakland.
El 20 de noviembre se anunció un acuerdo con el New York Cosmos para formar parte de la liga desde 2020.
El 11 de diciembre de 2019, el Miami FC dejó la NISA y se incorporó a la USL Championship para la temporada 2020.

## Equipos

### Equipos de la temporada 2024
| Club                | Ciudad                          | Estadio                      | Capacidad        | Fundado          | Entró            | Entrenador       |                  |
| Conferencia Este    | Conferencia Este                | Conferencia Este             | Conferencia Este | Conferencia Este | Conferencia Este | Conferencia Este | Conferencia Este |
| ------------------- | ------------------------------- | ---------------------------- | ---------------- | ---------------- | ---------------- | ---------------- | ---------------- |
| Club de Lyon        | Daytona Beach, Florida          | Showalter Field              | S/D              | 2022             | 2023             | Héctor Almandoz  |                  |
| Georgia Lions SC    | Conyers, Georgia                | Atlanta Silverbacks Park     | 5000             | 2024             | 2024             | TBD              |                  |
| Maryland Bobcats FC | Boyds, Maryland                 | Maryland SoccerPlex          | 4,000            | 2016             | 2021             | Alex Kao         |                  |
| Michigan Stars FC   | Washington, Míchigan            | Barnabo Field                | 4,000            | 1982             | 2020             | Enis Dokovic     |                  |
| Savannah Clovers FC | Savannah, Georgia               | Memorial Stadium             | 5,000            | 2016             | 2023             | David Proctor    |                  |
| Conferencia Oeste   |                                 |                              |                  |                  |                  |                  |                  |
| Arizona Monsoon FC  | Phoenix, Arizona                | Matt O. Hanhila Field        | S/D              | 2023             | 2024             | Carlos Padilla   |                  |
| Capo FC             | San Juan Capistrano, California | JSerra Catholic High School  | S/D              | 2006             | 2024             | TBD              |                  |
| Irvine Zeta FC      | Irvine, California              | Championship Soccer Stadium  | 5,000            | 2022             | 2024             | TBD              |                  |
| Los Angeles Force   | Santa Ana, California           | Valley High School Stadium   | 3,500            | 2019             | 2019             | Dekel Keinan     |                  |
| Equipos Inactivos   |                                 |                              |                  |                  |                  |                  |                  |
| Albion San Diego    | San Diego, California           | Canyon Crest Academy Stadium | 5,000            | 2017             | 2019             |                  |                  |
| Gold Star FC        | Livonia, Míchigan               | Madonna Athletic Complex     | 5,000            | 2022             | 2023             |                  |                  |
| Equipos Futuros     |                                 |                              |                  |                  |                  |                  |                  |
| Las Vegas Legends   | Paradise, Nevada                | TBD                          | TBD              | 2012             | 2025             |                  |                  |
| Calabasas FC        | Thousand Oaks, California       | Moorpark High School         | TBD              | 1979             | TBD              |                  |                  |

### Antiguos equipos
| Club                          | Ciudad                               | Fundado | Entró          | Salió         | Destino                                     |
| ----------------------------- | ------------------------------------ | ------- | -------------- | ------------- | ------------------------------------------- |
| Atlanta SC                    | Alpharetta, Georgia                  | 2007    | Invierno 2019  | Invierno 2019 | Desapareció                                 |
| Bay Cities FC                 | Redwood City, California             | 2021    | 2021           | 2022          | Desapareció                                 |
| California United Strikers FC | Irvine, California                   | 2017    | 2019           | 2022          | Sin competencia                             |
| Chattanooga FC                | Chattanooga, Tennessee               | 2009    | 2020           | 2023          | Se mudó a la MLS Next Pro                   |
| Chicago House AC              | Bridgeview, Illinois                 | 2020    | 2021           | 2021          | Se mudó a la Midwest Premier League         |
| Detroit City FC               | Hamtramck, Míchigan                  | 2012    | Primavera 2020 | Otoño 2021    | Se mudó a la USL Championship               |
| Flower City Union             | Rochester, New York Auburn, New York | 2020    | 2022           | 2023          | Se mudó a la National Premier Soccer League |
| Miami FC                      | Miami, Florida                       | 2015    | Invierno 2019  | Invierno 2019 | Se mudó a la USL Championship               |
| New Amsterdam FC              | Hempstead, New York                  | 2020    | 2020           | 2021          | Sin competencia                             |
| New York Cosmos               | Uniondale, New York                  | 2010    | 2020           | 2020          | Sin competencia                             |
| Philadelphia Fury             | Philadelphia, Pensilvania            | 2011    | Invierno 2019  | Invierno 2019 | Desapareció                                 |
| Oakland Roots SC              | Oakland, California                  | 2018    | Invierno 2019  | Invierno 2020 | Se mudó a la USL Championship               |
| San Diego 1904 FC             | San Diego, California                | 2016    | 2019           | 2021          | Refundado como Albion San Diego             |
| Stumptown AC                  | Matthews, North Carolina             | 2018    | 2019           | 2021          | Desapareció                                 |
| Syracuse Pulse                | Syracuse, New York                   | 2021    | 2021           | 2022          | Se fusionó con el Flower City Union         |
| Valley United FC              | Mesa, Arizona                        | 2020    | 2020           | 2022          | Desapareció                                 |

## Palmarés
| Temporada      | Este              | Este               | Oeste                         | Oeste                         |
|                | Campeón           | Subcampeón         | Campeón                       | Subcampeón                    |
| -------------- | ----------------- | ------------------ | ----------------------------- | ----------------------------- |
| Otoño 2019     | Miami FC          | Stumptown Athletic | California United Strikers FC | Los Angeles Force             |
| Campeón        | Campeón           | Campeón            | Subcampeón                    | Subcampeón                    |
| Otoño 2020     | Detroit City FC   | Detroit City FC    | Oakland Roots SC              | Oakland Roots SC              |
| Primavera 2021 | Detroit City FC   | Detroit City FC    | Los Angeles Force             | Los Angeles Force             |
| Otoño 2021     | Detroit City FC   | Detroit City FC    | California United Strikers FC | California United Strikers FC |
| 2022           | Michigan Stars FC | Michigan Stars FC  | Albion San Diego              | Albion San Diego              |
| 2023           | Flower City Union | Flower City Union  | Michigan Stars FC             | Michigan Stars FC             |
| 2024           | Los Angeles Force | Los Angeles Force  | Irvine Zeta FC                | Irvine Zeta FC                |